# Chaetodexia nigrescens
Chaetodexia nigrescens là một loài ruồi trong họ Tachinidae.